# Głaz Franciszka Witaszka w Poznaniu
Głaz Franciszka Witaszka – głaz pamiątkowy zlokalizowany przy Szkole Podstawowej nr 9 na Łazarzu w Poznaniu (ul. Łukaszewicza 9/13).
Głaz narzutowy będący bazą pomnika znajdował się dawniej w Parku Wilsona, gdzie upamiętniał 150-lecie uzyskania niepodległości przez Stany Zjednoczone. Nosił wtedy napis: W sto pięćdziesiątą rocznicę ogłoszenia niepodległości Stanów Zjednoczonych Ameryki nazwało wdzięczne miasto Poznań Ogród Botaniczny parkiem imienia wielkiego prezydenta Woodrowa Wilsona – 4 VII 1926. Autorem owalnej, metalowej płyty był Kazimierz Ruciński, a odsłonięcie nastąpiło w tej postaci 5 lipca 1926.
Tablicę zrzucili okupanci niemieccy, a głaz w 1967 umieszczono w obecnym miejscu, bez charakteru pomnikowego. Dopiero 30 kwietnia 1976 odsłonięto go jako pomnik Franciszka Witaszka, działacza patriotycznego, zamordowanego w 1942 w Forcie VII. Odsłonięcie połączone było z otwarciem Izby Pamięci Narodowej w szkole. Sama uroczystość zgromadziła licznie powstańców wielkopolskich, uczestników II wojny światowej i więźniów obozów koncentracyjnych.
Tablica na głazie jest wykonana z brązu i przypomina fakt nadania szkole imienia Franciszka Witaszka. Datowana jest na rok 1967, a zatem na czas przeniesienia głazu, a nie odsłonięcia pomnika. Upamiętnia, oprócz Witaszka, także wszystkich poległych w walce z faszyzmem.